# Manyas-Talsperre
Die Manyas-Talsperre (türkisch Manyas Barajı) befindet sich 18 km südwestlich der Kreisstadt Manyas in der nordwesttürkischen Provinz Balıkesir am Flusslauf des Manyas Çayı (auch Kocaçay).
Die Manyas-Talsperre wurde in den Jahren 1993–2001 als Steinschüttdamm mit Lehmkern erbaut.
Sie dient der Bewässerung, dem Hochwasserschutz und der Energieerzeugung.
Der Staudamm hat eine Höhe von 90 m über Gründungssohle und 74 m über Talsohle. Er besitzt ein Volumen von 3,3 Mio. m³. Der zugehörige Stausee bedeckt eine Fläche von 16,8 km² und besitzt ein Speichervolumen von 404 Mio. m³. 
Die Talsperre dient der Bewässerung einer Fläche von ca. 35.000 ha.
Das Wasserkraftwerk der Manyas-Talsperre wurde in den Jahren 2006–2014 errichtet. Es besitzt drei Einheiten zu je 7,5 Megawatt. Das Regelarbeitsvermögen liegt voraussichtlich bei 46,5 GWh im Jahr.